# یحیی ابراهیمی
یحیی ابراهیمی (۱۳۴۹، روستای گریران، الشتر) پزشکی اهل شهرستان سلسله که در یازدهمین انتخابات مجلس شورای اسلامی از حوزه انتخابیه دلفان و سلسله از استان لرستان و به مجلس راه یافت.

## تحصیلات

### تحصیلات[۳]
- پزشکی عمومی از دانشگاه علوم پزشکی یزد

- تخصص بیماری‌های داخلی از دانشگاه تهران

- فوق تخصص قلب از دانشگاه تهران

### سوابق حرفه‌ای[۱]
- استادیار و عضو هیئت علمی دانشگاه علوم پزشکی لرستان

- مسئول فنی بخش قلب بیمارستان شهید رحیمی
- ریاست پیرشمس قانونی الشتر در سال ۱۳۷۶

## مصاحبه جنجالی
فیلمی از صحبت‌های آقای ابراهیمی در فضای مجازی دست به دست شد که از آماری عجیب حکایت می‌کرد: «هزار تا دوهزار نفر از اهالی شهرستان دلفان در مرحله اجرای حکم اعدام در ارتباط با جرائم مواد مخدر هستند.»
واکنش ابراهیمی در گفتگو با روزنامه همشهری: «اهالی گفتند که هزار تا دو هزار نفر از دلفانی‌ها در مرحله اجرای احکام هستند. این آمار بالا باعث تاسف من هم شد. اصل ماجرا این است که ۱۰ نفر از اهالی شهرستان دلفان در ارتباط با جرایم مواد مخدر حکم اعدام دارند که در نامه‌ای به رئیس قوه قضائیه خواستار تبدیل حکم اعدام آنان به حبس ابد شده‌ایم. در شیطنت رسانه‌ای از زبان من گفته شده که هزار تا دو هزار نفر حکم اعدام در ارتباط با جرائم مواد مخدر دارند در حالی که من از جانب اهالی هزار تا دو هزار نفر را نقل قول کردم.»